# Laddat vapen 1
Laddat vapen 1 (engelska: Loaded Weapon 1) är en amerikansk poliskomedifilm från 1993, i regi av Gene Quintano, med Emilio Estevez och Samuel L. Jackson i huvudrollerna.

## Handling
När Wes Lugers (Samuel L. Jackson) före detta partner hittas mördad i sin bostad övertalar han sin chef att ta hand om fallet. Chefen går med på detta under förutsättning att Jack Colt (Emilio Estevez), en utbränd narkotikapolis, blir hans nya partner. Tillsammans upptäcker de att en narkotikaliga, ledd av General Mortars (William Shatner), ligger bakom. Narkotikaligan gömmer sig bakom organisationen The Wilderness Girls, och smugglar ut kokain i deras kakpaket. Chefen för Wilderness Girls, Destiny Demeanor (Kathy Ireland) som också varit General Mortars älskarinna, hjälper Colt och Luger att ta fast Mortars sedan hon istället blivit kär i Colt.

## Rollista (i urval)
| Emilio Estevez    | – Sgt. Jack Colt        |
| Samuel L. Jackson | – Sgt. Wes Luger        |
| Jon Lovitz        | – Becker                |
| Tim Curry         | – Mr. Jigsaw            |
| Kathy Ireland     | – Miss Destiny Demeanor |
| Frank McRae       | – Captain Doyle         |
| William Shatner   | – Gen. Curtis Mortars   |
| Lance Kinsey      | – Lt. Irv Lansing       |
| Bill Nunn         | – Police Photographer   |
| Vito Scotti       | – Tailor                |
| F. Murray Abraham | – Dr. Harold Leacher    |
| Denis Leary       | – Mike McCracken        |
| Denise Richards   | – Cindy #1              |
| Whoopi Goldberg   | – Sgt. Billy York       |

## Om filmen
Filmen är en parodi på actionfilmer som till exempel Dödligt vapen men här finns också parodiska scener tagna ur Basic Instinct och När lammen tystnar
Både Bruce Willis och Charlie Sheen dyker upp i cameoroller.

### Fotnoter
1. ↑  ”Loaded Weapon 1” (på engelska). Box Office Mojo. 5 februari 1993. http://www.boxofficemojo.com/movies/?id=loadedweapon1.htm. Läst 10 september 2016.